# Liban na Letnich Igrzyskach Paraolimpijskich 2000
Liban na Letnich Igrzyskach Paraolimpijskich 2000 w Sydney reprezentował jeden lekkoatleta. Na liście startowej był też drugi przedstawiciel tego kraju, jednak nie pojawił się na starcie swojej konkurencji. 
Był to debiut Libanu na igrzyskach paraolimpijskich. 

## Wyniki

### Lekkoatletyka
| Zawodnik         | Konkurencja            | Eliminacje | Eliminacje | Finał    | Finał   | Źródło |
| Zawodnik         | Konkurencja            | Rezultat   | Miejsce    | Rezultat | Miejsce | Źródło |
| ---------------- | ---------------------- | ---------- | ---------- | -------- | ------- | ------ |
| Hussein Ghandour | bieg na 400 metrów T44 | DNS        | DNS        | DNS      | DNS     | [ 2 ]  |
| Mahmoud Habbal   | bieg na 800 metrów T44 | —          | —          | DNF      | DNF     | [ 3 ]  |